# Пролез
Пролез е село в Североизточна България. То се намира в община Шабла, област Добрич.

## География
Намира се близо до град Шабла, разположено е на равнинен терен, селото е заобиколено от блокове, които се засаждат обикновено с житни култури, слънчоглед, кориандър, рапица и др.
През османския период селото носи названието Гий орман. През 1906 г. край селото се разкрива геоложки феномен - подземна пещера-пропаст, в която любопитни местни жители влизат и чупят сталактитите в нея.

## Население
Преброяване на населението през 2011 г.
Численост и дял на етническите групи според преброяването на населението през 2011 г.:
|                     | Численост | Дял (в %) |
| Общо                | 32        | 100,00    |
| Българи             | 31        | 96,87     |
| Турци               | 0         | 0,00      |
| Цигани              | 0         | 0,00      |
| Други               | 0         | 0,00      |
| Не се самоопределят | 0         | 0,00      |
| Неотговорили        | 0         | 0,00      |